# フィンランドの映画
フィンランドの映画の歴史は、映画技術が発明された直後に始まる。映画技術が発明されたのは1895年の事であったが、フィンランドで映画が初めて上映されるのはその翌年である1896年であった。しかし、映画がはじめてフィンランドで撮影されたのは10年以上後の1907年のことだった。その後もフィンランドの映画の進展が遅く、1909年から1910年、および1917年から1918年にかけてはフィンランドでは映画が1本も撮影されなかった。これはフィンランドが当時ロシア帝国の自治領であったフィンランド大公国に属するためであり、国際政治の情勢に影響されていたことによる。
フィンランドは1917年に独立、1918年に内戦がおきた。政治情勢が安定化した後、フィンランドの社会と文化は発展を遂げた。このことはフィンランドの映画から明らかであり、多くの映画が撮影されるようになってフィンランド社会の一部となっていった。

## 1896年から1920年: 独立以前
1896年、リュミエール兄弟の発明したシネマトグラフがヘルシンキで上映された。しかし、1904年までフィンランドで映画が撮影されることはなかった。現在ではフィンランド初の映画作品 "Novelty from Helsinki: School youth at break" を誰が撮影したのか不明だが、この作品は1904年12月に上映された。フィンランド初の映画製作会社Atelier Apolloは、エンジニアのK. E. Ståhlbergにより1906年に設立された。この会社は主に短編のドキュメンタリー作品を製作したが、初の長編作品 "The Moonshiners" (1907)も製作している。フィンランド映画史の初期から、映画製作の中心地はヘルシンキであった。
1907年の "The Moonshiners" の監督テウヴォ・プロ (Teuvo Puro)は1911年にミンナ・カント原作の長編映画 "Sylvi" を製作したが、この作品は1913年になるまで上映されなかった。何故なら、当時一番近かったコペンハーゲンのラボまでフィルムを送る資金がなく、長い間現像せずにおかれたフィルムの三分の二はダメージを受けてしまった。
"Sylvi" 以後、 Lyyra-Filmi といった映画製作会社が設立され、短編喜劇映画や芸術映画を撮影するようになった。また、 エリック・エストランダー(Erik Estlander) はもっと規模の大きな作品の製作を試み、1916年、ヘルシンキにガラス張りのスタジオを建てた。しかし同年の終わり、ロシア政府はフィンランドでの撮影を禁止したため、1917年の独立以前に製作された映画はほとんどなかった。
20世紀初頭の20年間、スウェーデンやデンマークといった近隣の国々に比べると、フィンランドにおける映画産業は盛んではなかった、というよりも映画産業自体がほとんど存在しなかったようである。加えて、独立前に製作された映画のほとんどは失われてしまい、長編映画に至っては "Sylvi" の13分のフィルムが残っているにすぎないため、当時を窺い知ることはほぼ出来ない状況である。

## 1920–1930: サイレント映画時代

### スオミ・フィルム

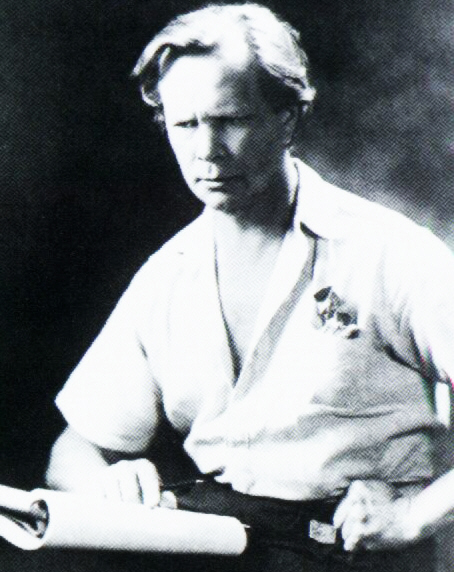
エルッキ・カル、スオミ＝フィルミとスオメン・フィルミテオッリスースを設立した人物。

1920年代になるまでフィンランドで映画が製作されることはあまりなかったが、1919年に設立された製作会社スオミ＝フィルミとそのクリエイティブ・リーダーのエルッキ・カルによって映画製作が軌道に乗るようになる。カルは当時における重要な作品のほとんどを監督し、1935年に亡くなるまでフィンランド映画界において最も重要な人物であった。1923年の彼の作品 "Village Shoemakers" はアレクシス・キヴィのコメディの映画化で、ドイツ人撮影監督 Kurt Jäger のカメラワークが光るサイレント映画の傑作である。Kurt Jägerのその他の代表作には "The Logroller's Bride" (1923)、フィンランド映画として初めて海外に配給されたシュルレアリスティックなコメディ "When Father Has Toothache" (1923)、軍隊を舞台にしたコメディの先駆けである "Our Boys" (1929)などがある。
フィンランドの観客には農業に携わる人々が多く、そういった人々にはスオミ・フィルムが取り上げた田園地方に関する作品の人気が高かった。サイレント期を通じてスオミ・フィルムはそういった作品を製作し続けた。カルの "Summery Fairytale" (1925)のように、より都会派で、またヨーロッパ的な作品も作られたが、あまり人気はなかった。
スオミ・フィルムにおいて重要なもう一人の監督はプロである。彼はフィンランド初の長編映画 "Olli's Years of Apprenticeship" (1920)の監督であり、初期のホラー映画 "Evil Spells" (1927)も手がけた。別の人物、カール・フォン・ハートマン(Carl von Haartman) はサイレント期のフィンランド映画界において風変わりな人物であった。彼は兵士また冒険家で、ハリウッド映画界で軍事アドバイザーとして働き、後に監督もしている。彼の作品 "The Supreme Victory" (1929) と "Mirage" (1930)は上流階級のスパイを主人公にしており、作品としてはまずまずの出来であったが、それほどヒットはしなかった。

### 他の製作会社
1920年代、スオミ・フィルムがフィンランドにおける映画製作のほとんどを担っていた。1919年から1930年にかけて製作された長編映画37本のうち、23本がスオミ・フィルム製作であった。他の製作会社は1本か2本を製作した後、消えてしまうことが多かった。ドイツ人撮影監督の Kurt Jäger はスオミ・フィルムを去り、コメディア・フィルム(Komedia-Filmi)を立ち上げた。この会社は、当時フィンランドにおける映画配給のほとんどを手がけていた国際的な映画トラストの Ufanamet と関連があり、スオミ・フィルムの手強いライバルとなるかに思えた。スオミ・フィルムは自身の国家的価値を強調し、コメディア・フィルムと Ufanamet を外国からの侵入者と呼んだ。スオミ・フィルムにとって幸運なことに、コメディア・フィルムも Ufanamet も成功せず、結局コメディア・フィルムは2本の映画しか製作しなかった。2本目はKurt Jäger とRagnar Hartwall監督の "On the Highway of Life" (1927)で、モダンなコメディを製作しようという試みであった。
1929年、小規模な製作会社Fennicaが手がけ、後にフィンランド映画史でも重要な映画監督となるヴァレンティン・ヴァーラ(Valentin Vaala)が監督した作品が2本公開された。ヴァーラが最初の映画 "Dark Eyes" を作り始めたとき、彼はたったの17歳で、主演のトイヴォ・ツリオ(Theodor Tugai)は14歳であった。この作品と、すぐに製作されたリメイク版"The Gypsy Charmer" はオリエンタルなものに影響を受けた情熱的なドラマで、これまでにないものであった。だが、現在では"The Gypsy Charmer"しか残っていない。何故なら、リメイク版の方が出来がいいと思った監督が、元になった "Dark Eyes" のネガを自分で海に捨ててしまったからである。
首都以外でも映画製作の試みはあったが、ヴィープリやオウルで製作された映画はヘルシンキで上映されるには質が低かった。しかし、現在残っていないが、Uuno Eskola監督で、アクイラ・スオミ (Aquila-Suomi) によってタンペレで製作された "No Tears at the Fair" (1927)と "The Man of Snowbound Forests" (1928)はまずまずの出来であった。タンペレにおいて長期的に活動した製作会社はないが、しかしアクイラ・スオミのプロデューサーであった Kalle Kaarna は映画監督としての才能を現した。最初に監督した "With the Blade of a Sword" (1928) は1918年に起きた内戦を中立的な視点から描き、2本目の "A Song about the Heroism of Labour" (1929)はプロレタリア階級の新しいヒーローを登場させている。しかし、この2本の映画も失われてしまった。

## 1931年から1933年: トーキーの到来
最初の音声つきの作品はトゥルクにあった Lahyn-Filmi によって製作された。前編に音声がつけられた最初の作品はLahynの "Say It in Finnish" (1931)で、ユーリア・ニュベリ(Yrjö Nyberg、後のNorta)の監督であった。この作品は長編映画というよりミュージカル・レヴューを集めたものであった。
スオミ・フィルムも同年、サイレント映画ではなくトーキーを製作するようになる。サウンドトラックのつけられた最初のフィンランド映画は "Dressed Like Adam and a Bit Like Eve Too" (1931)で、Agapetusの戯曲の映画化であった。しかしこの作品には音楽と多少の音響効果が使われているだけであったため、本当の意味でのトーキー作品は エルキ・カルの田園ドラマ "The Lumberjack's Bride" (1931)が最初であるといえる。

## 1934年から1939年: 黄金時代

### スタジオ・システム
1933年、カルは自分が設立した会社のスオミ・フィルムから追い出されてしまう。彼はスオミ・フィルムに対抗するために Suomen Filmiteollisuus という映画制作会社を設立した。カルはこの会社で何本かのコメディをヒットさせ、スオミ・フィルムよりも成功する結果となった。この時点では、フィンランドでカルのみが成功する映画制作会社を作ることが出来るかに見えた。
この2つの会社の競争によって、多くの作品が生み出されるようになっていく。1930年代の終わりには、年間20本の長編映画が製作されるようになっていた。作品の質も高く、テーマも幅広くなり、特にドラマ映画の人気が高まっていく。多くのスターや独創的なプロデューサー達も現れ、フィンランド映画界はハリウッド映画界のミニチュア版の様相を呈するようになる。この2つの制作会社以外にも、小規模なプロダクションが良質の作品を生み出していった。
映画に音声が付くようになってから、観客は次第にドラマ映画を望むようになる。フィンランドで最初にヒットしたトーキーは1934年の "The Foreman of Siltala Farm" である。この作品はスオミ・フィルム制作のコメディで、900,000人以上の観客を集めた。

### スオミ・フィルム
カルに変わってスオミ・フィルムのトップとなったリスト・オルコは、1990年代まで（スオミ・フィルムが映画製作をストップしてからも長い間）その立場にいた。オルコは先述の "The Foreman of Siltala Farm" を監督し、その後も何本か監督している。その中には歴史映画 "Soldier's Bride" (1938) や "Activists" (1939)があるが、大半の彼の映画は忘れ去られてしまっている。
スオミ・フィルムにおけるもっとも重要な監督はヴァレンティン・ヴァーラである。彼は特に1930年代後半に活躍した。サイレント映画時代以降、ヴァーラは彼自身の制作会社Fennicaで3本の映画を監督した。しかし、彼が4本目を制作しはじめたとき、そのスタジオが破産してしまったためスオミ・フィルムに移り、1935年のコメディ "Everybody's Love"をヒットさせ、二人のスター、アンサ・イコネンとタウノ・パロを生み出した。
Fennicaにおけるヴァーラの最後の作品は都会的なコメディで、このジャンルは彼が新しいスタジオに移ってから監督した軽いタッチのコメディ "Substitute Wife" や "Substitute Man" (両方とも1936年)に受け継がれてゆく。翌年の "Hulda of Juurakko" はもっとシリアスなテーマを扱った作品であった。この映画は社会を意識しており、大都会に出てきたある田舎娘が、いやおうなく性別による不平等に直面するという内容で、この作品は当時の観客に大いに歓迎された。
ヴァーラはまた、田園を舞台とした作品や優れたメロドラマも手がけた。1938年、彼は "Niskavuori" (Women of Niskavuori)という、農業を営む家族を中心に据えた優れたシリーズを制作した。

## 現代のフィンランド映画
2011年、フィンランドでは映画が31本制作され、うち7本がドキュメンタリー映画となっている。